# 比奇伍德 (新澤西州)
比奇伍德（英語：Beachwood）是位於美國新澤西州海洋縣的自治市鎮。

## 人口
根據2020年美國人口普查的數據，比奇伍德的面積為7.16平方千米，皆為陸地。當地共有人口10859人，而人口密度為每平方千米1,517人。